# Уиллоу-Крик (Аляска)
Уиллоу-Крик (англ. Willow Creek) — статистически обособленная местность в зоне переписи населения Коппер-Ривер, штат Аляска, США.

## География
Расположен в 20 км к юго-востоку от Коппер-Сентер и в 18 км к северо-западу от Кенни-Лейк. Площадь статистически обособленной местности составляет 105,1 км², из которых 103,0 км² — суша и 2,1 км² (1,95 %) — открытые водные пространства.

## Население
По данным переписи 2000 года население статистически обособленной местности составляло 201 человек. Расовый состав: коренные американцы — 5,47 %; белые — 85,07 %; афроамериканцы — 0,50 %; азиаты — 0,50 %; представители других рас — 1,00 %; представители двух и более рас — 7,46 %. Доля лиц латиноамериканского происхождения любой расы составляет 1,00 %.
Из 80 домашних хозяйств в 33,8 % — воспитывали детей в возрасте до 18 лет, 55,0 % представляли собой совместно проживающие супружеские пары, в 5,0 % семей женщины проживали без мужей, 35,0 % не имели семьи. 31,3 % от общего числа семей на момент переписи жили самостоятельно, при этом 6,3 % составили одинокие пожилые люди в возрасте 65 лет и старше. В среднем домашнее хозяйство ведут 2,51 человек, а средний размер семьи — 3,19 человек.
Доля лиц в возрасте младше 18 лет — 27,9 %; лиц от 18 до 24 лет — 7,0 %; лиц от 25 до 44 лет — 24,4 %; лиц от 45 до 64 лет — 28,9 % и лиц старше 65 лет — 11,9 %. Средний возраст населения — 41 год. На каждые 100 женщин приходится 113,8 мужчин; на каждые 100 женщин в возрасте старше 18 лет — 126,6 мужчин.

## Экономика
Средний доход на совместное хозяйство — $36 563; средний доход на семью — $40 00. Средний доход на душу населения — $18 242. Около 3,6 % семей и 6,9 % жителей живут за чертой бедности, включая 0 % лиц в возрасте младше 18 лет и 7,7 % лиц старше 65 лет.